# Counting Cars
Counting Cars (no Brasil: Louco por Carros; em Portugal: Loucos por Carros) é uma série televisiva de realidade americana, trasmitida pelo Blaze Channel, e produzida pela Leftfield Pictures. A série, que é o terceiro spinoff de Pawn Stars, é filmado em Las Vegas, Nevada, onde é narrada as atividades diárias da Count's Kustoms, uma empresa de restauração e customização de automóveis e motocicletas, de propriedade e operada por Danny Koker, que já apareceu como um especialista recorrente em Pawn Stars. O formato é muito similar ao de outro spinoff de Pawn Stars, American Restoration, a série segue Koker e sua equipe que restauram e modificam automóveis clássicos e motocicletas. Counting Cars fez sua estreia no History na segunda-feira, dia 13 de agosto de 2012, às 22h30 (ET) após Pawn Stars, antes de assumir seu horário normal às terças-feiras, às 22h00, com início em 14 de agosto de 2012.
Aparições foram feitas por Rick Harrison de Pawn Stars, Ziggy Marley, e Cassandra Peterson (conhecida por sua personagem Elvira, Mistress of the Dark).

## Histórico da produção
Counting Cars é uma série televisiva de realidade americana, trasmitida pelo History Channel, e produzida pela Leftfield Pictures. A série é o terceiro spinoff de Pawn Stars, seguindo American Restoration e Cajun Pawn Stars. É filmado em Las Vegas, Nevada,  onde ele narra as atividades diárias no Count's Kustoms uma empresa de restauração e customização de automóveis e motocicletas, de propriedade e operada por Danny Koker, que é faz aparições recorrentes em Pawn Stars como especialista. Tem um formato muito similar a American Restoration, a série segue Koker e sua equipe que restauraram e modificam automóveis clássicos e motocicletas, e também documenta os conflitos ocasionais entre os membros do elenco.
A série fez sua estreia no History Channel em uma segunda-feira, dia 13 de agosto de 2012, às 22h30 (ET) após Pawn Stars, antes de assumir seu horário normal às terças-feiras, às 22h00, começando em 14 de agosto de 2012.

## Episódios
| Temporada | Temporada | Episódios    | Transmissão original    | Transmissão original      |
| Temporada | Temporada | Episódios    | Estreia da temporada    | Encerramento da temporada |
| --------- | --------- | ------------ | ----------------------- | ------------------------- |
|           | 1         | 13           | 13 de agosto de 2012    | 25 de setembro de 2012    |
|           | 2         | 26           | 9 de abril de 2013      | 30 de julho de 2013       |
|           | 3         | 26           | 17 de janeiro de 2014   | 26 de agosto de 2014      |
|           | 4         | 35           | 24 de fevereiro de 2015 | 22 de setembro de 2015    |
|           | 5         | 14           | 16 de fevereiro de 2016 | 5 de abril de 2016        |
|           | 6         | 14           | 5 de julho de 2016      | 16 de agosto de 2016      |
|           | 7         | por anunciar | 28 de janeiro de 2017   | por anunciar              |